# Yalnızçam, Selim
Yalnızçam là một xã thuộc huyện Selim, tỉnh Kars, Thổ Nhĩ Kỳ. Dân số thời điểm năm 2010 là 569 người.